# Mecsek

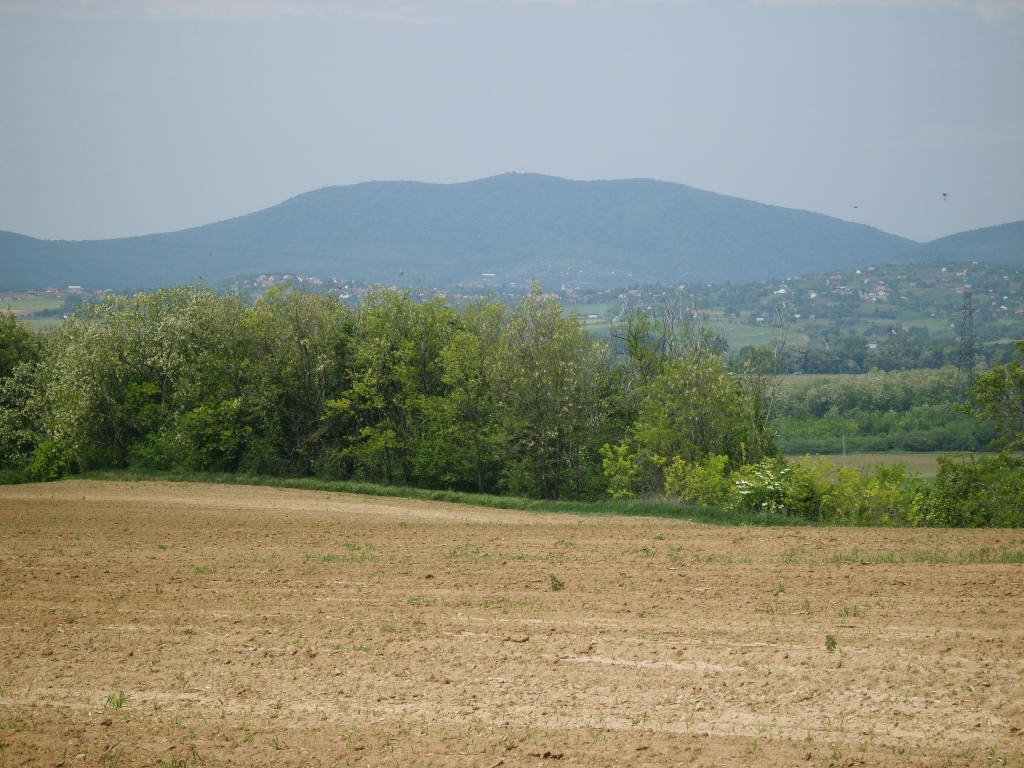
Hármashegy (dosl. „Trojhora“)

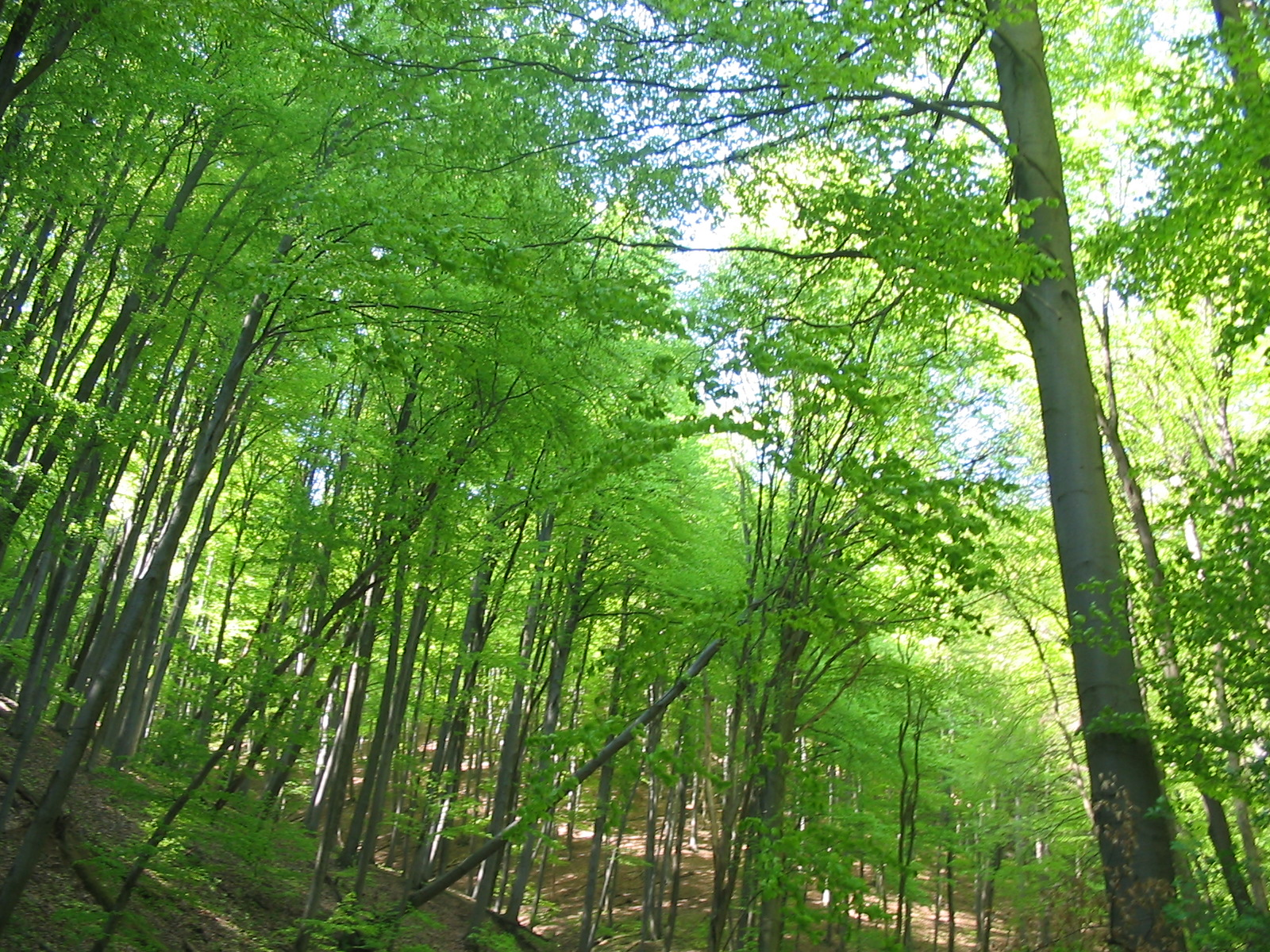
Bukový les poblíž obce Óbanya

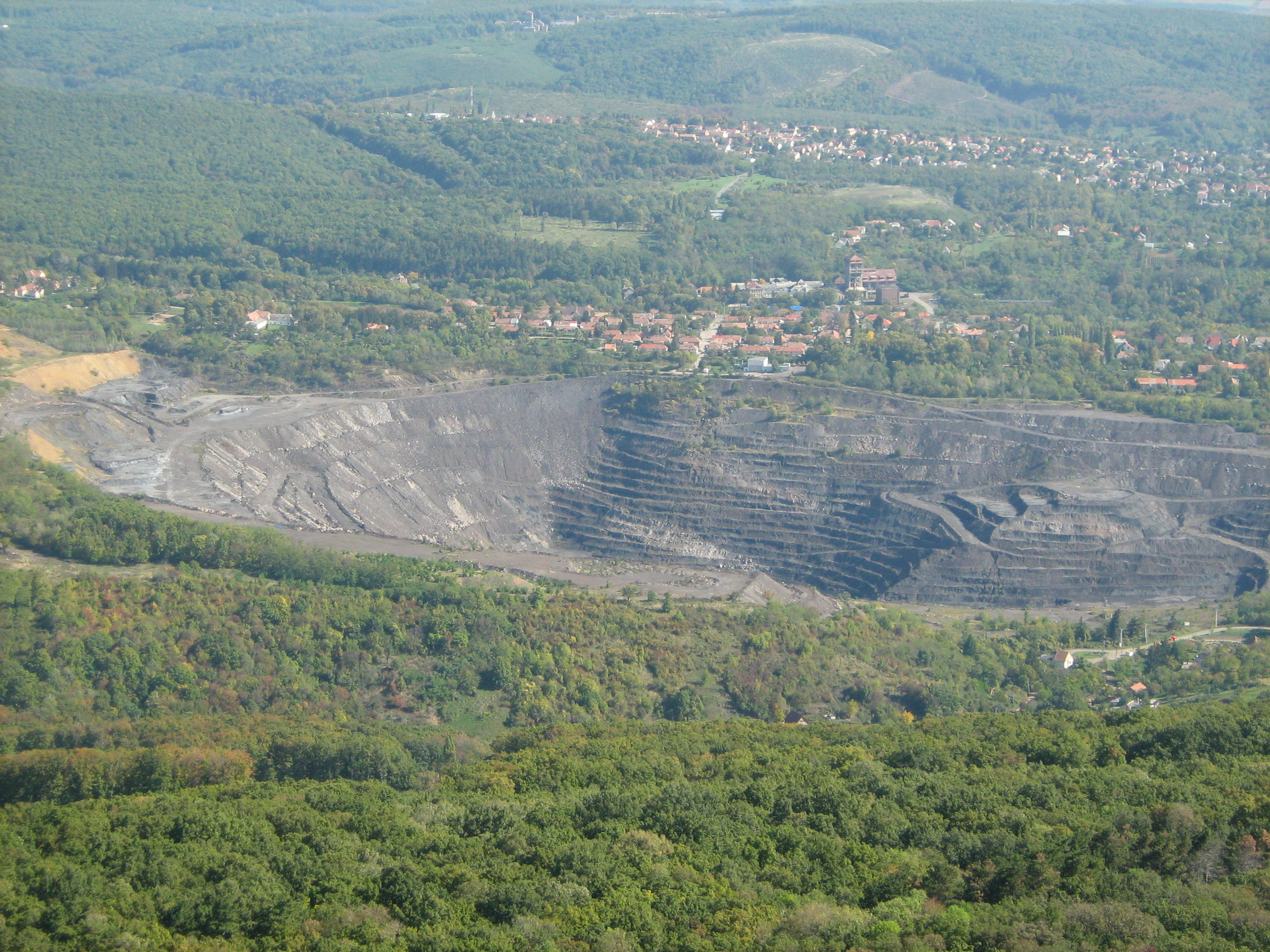
Pohled z televizní věže na vrchu Misina směrem k východu.
Na místě povrchového dolu stála městská část Pécse Pécsbányatelep

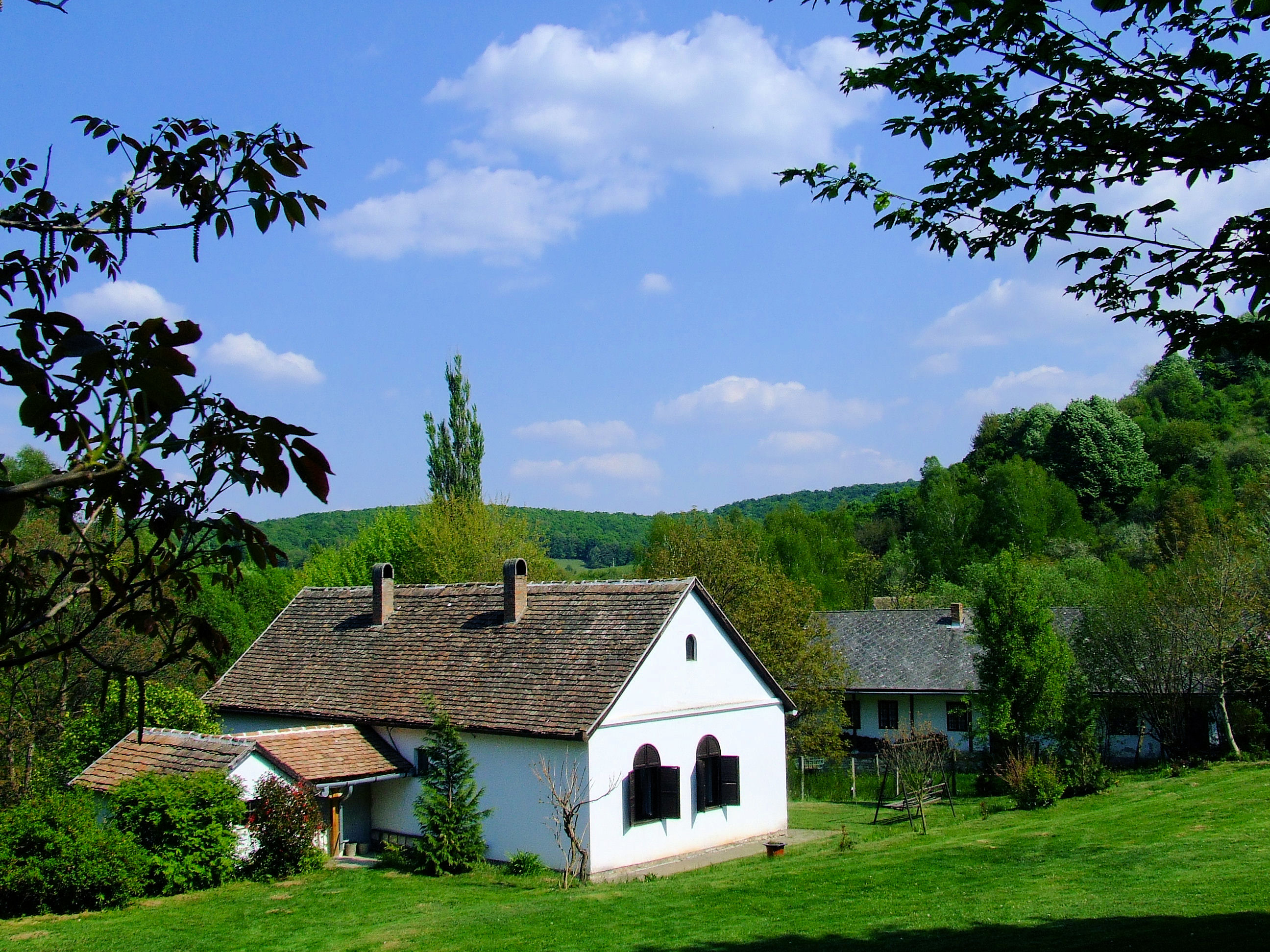
Vesnice Kisújbánya.

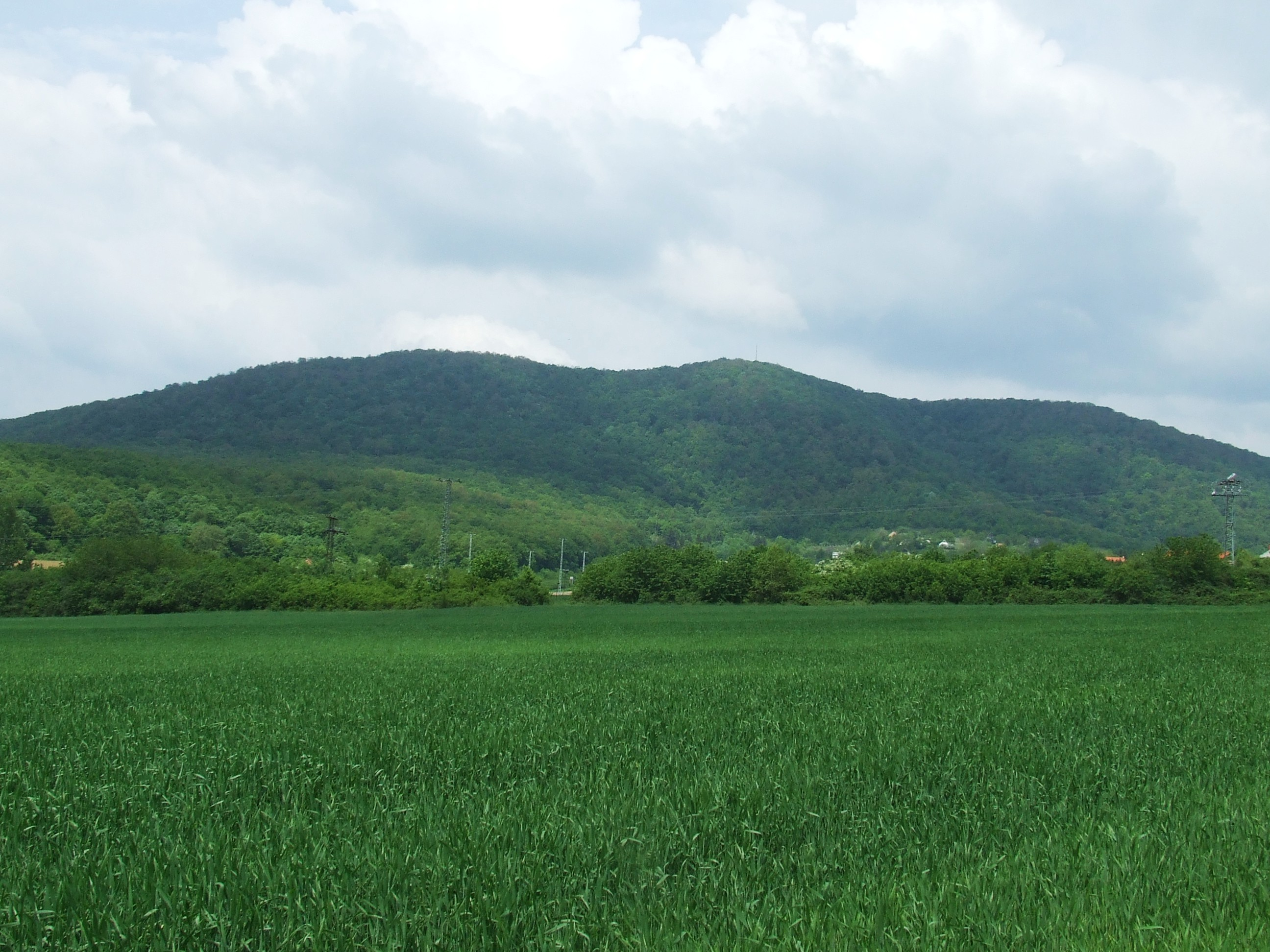
Mecsek na jaře.

Mecsek (německy Metscheck, chorvatsky Meček) je pohoří v jižním Maďarsku v župě Baranya. Krasové zalesněné pohoří se rozkládá v délce cca 45 km a šířce 10-15 km severně od župního města Pécs. Pohoří dosahuje výšky přes 600 m n. m.
Na některých vrcholcích se nacházejí hrady, např. u města Pécsvárad nebo v blízkosti nejvyššího vrcholu pohoří Zengő hrad Zengővárkony. Na vrcholu Misina se nachází televizní věž s vyhlídkovou restaurací a terasou.

## Název
Název Mecsek je odvozen od domáckého označení pro jméno Michal (Mihály) v maďarštině. Původně se používalo především pro označení několika kopců okolo Pécsi. Historicky je tento název doložen poprvé v 16. století. Podle jiné teorie je název odvozen od označení pro vápenec (mészkő). V časech turecké okupace bylo známé pod názvem Ferava.

## Klimatické poměry
Mecsek má podnebí, které je ovlivněné středomořskými a vnitrozemskými podmínkami. Odlišují se severní i jižní svahy pohoří co do počasí; teplotní rozdíl dosahuje až 1,8 °C. Severní svahy mají roční úhrn srážek 800 mm ve vyšších polohách a 700 m v nižších, množství slunečných hodin zde dosahuje ročně 2000–2100 a průměrná roční teplota se pohybuje okolo 9–12 °C.

## Přírodní poměry
Pohoří Mecsek leží v ploché krajině Panonské pánve (110–150 m n. m.), a je proto v krajině i přes svou malou nadmořskou výšku velmi výrazné. Pohoří je při dobrém počasí vidět ze vzdálenosti až 100 km. Obklopuje jej panonská rovina a několik dalších menších pohoří jako např. Zselic, Völgyszég, Székszárd-hegy a Geresd-hegy. Nejvyšší horou je Zengő v severovýchodní části pohoří (682 m n. m.). Dále následují Tubes (611 m), Hármashegy (604 m), Dobogó (594 m), Jakab-hegy (592 m), Szószék (586 m) a Szamár-hegy (564 m) Celkem asi 12 vrcholů přesahuje nadmořskou výšku 500 m.
Rozdělení na západní a východní Mescek je výškově velmi zřetelné. Západní Mecsek je nižší než východní část pohoří. Další částí je severní Mecsek.

### Západní Mecsek
V západní části pohoří leží město Pécs, vrcholy Jakab-hegy a Misina-tetö s televizní věží (cca 600 m n. m.), ke které vede silnice z Pécse. Pod Misinou se nachází zoologická zahrada, zábavní park Vidámpark, dětská železnice a rozhledny (Kis-Tubes, Jánoskilátó, Zsongorkő, Dömörkapu). Část území je prohlášena chráněnou krajinnou oblastí (Nyugat-Mecsek Tájvédelmi Körzet).

### Východní Mecsek
V oblasti východního Mecseku se kromě již zmíněného vrcholu Zengő nachází vrcholy Kövestető a Hármashegy. Mimo jiné tam leží i turisticky oblíbené jezero Pécsi-tó. Jižně od něj se nachází výletní lokalita Orfű.

### Vodstvo
V pohoří pramení několik vodních toků. Nejvýznamnější jsou Völgységi-patak na severu, Baranya-csatorna na severozápadě, Pécsi-víz na jihozápadě a Vasas-Belvárdi víz na jihu.

## Obyvatelstvo
Největší města v oblasti jsou:
- Pécs (Západní Mecsek)
- Hosszúhetény (Východní Mecsek, jižní svah hory Zengő)
- Pécsvárad (Východní Mecsek)
- Komló (Severní Mecsek)

## Historie
Podle řady geologických a geomorfologických studií obklopovalo v období středního miocénu pohoří Mecsek moře. Není zcela jisté, které části pohoří byly ponořené a které tvořily souostroví, nicméně se předpokládá, že nadmořská výška nejvyšších částí Mecseku tehdy činila něco okolo 300 m n. m.
Vzhledem ke své relativně malé rozloze a nepříliš vysoké výšce byly kopce Mecseku vždy spjaty se životem regionů Baranya a Tolna. Pro místní vždy sloužily jako zdroj dřeva. V případě různých výpadů se tam místní ukrývali před nepřáteli. 
Na vrcholu Jakab-hegy vzniklo v době železné hradiště, které později dobyli a dále rozvíjeli  Keltové. Po dobytí Panonie Římskou říší, bylo obyvatelstvo z lesů vyhnáno a donuceno se usídlit v místě dnešní Pécsi. 
Během středověku byla údolí Pécse postupně osidlována a vznikaly tam vesnice. Suroviny prodávali místní do města Pécse. Postaveny byly některé hrady (např. Szászvár, Marévár a Kantavár). V roce 1225 byl v Jakab-hegy založen klášter, neboť řada poustevníků žila v horách již dříve. Část území ovládalo také opatství Pécsvárad. 
Relativně slibný rozvoj přerušily v 16. století turecké vpády. Každodenní a náboženský život místních obyvatel nicméně nebyl příliš ovlivněn (s výjimkou Pécsi), a to díky odlehlosti lokality. Po podepsání míru ve Sremských Karlovcích pozvali místní šlechtici osadníky z Německa. Východní část dnešního pohoří se tak do značné míry poněmčila a stala se jednou z oblastí, kde žili tzv. Švábští Němci. 
Maďarští geografové v 19. století pojmem Mecsek označovali i některé menší kopce v jeho okolí, a pojem tak byl vymezen mnohem šířeji, než je tomu dnes.
V 19. století tam byla objevena rozsáhlá ložiska černého uhlí, což pomohlo industrializaci celého regionu. V Pécsi, Szászváru a Komló byly otevřeny doly a zavedena byla rovněž i železnice. Z Komló se stalo plně průmyslové město. Po první světové válce pohoří obsadily jednotky království SHS, nicméně dohodové mocnosti nakonec zajistily zpět maďarskou kontrolu. Po druhé světové válce byly místní Němci vyhnáni. 
Socialistické Maďarsko dále rozvíjelo těžbu uhlí v dolech v Pécsi a Komló. V okolí obce Kővágószőlős byl také objeven a od 50. let 20. století těžen uran. Historicky tam ale mimo jiné byla těžena i železná ruda, sůl nebo pískovec. V roce 1956 docházelo v lesích ke střetu se sovětskou armádou. 
Vzhledem k vynikající poloze (pohoří obklopené rozvinou) se Mecsek ukázal být optimální lokalitou pro stavbu různých vysílačů. Proto jich zde bylo několik postaveno, a to včetně televizní věže (na vrcholu Misina), která zajišťuje signál pro město Pécs a celý jihozápad Maďarska. Postavena byla roku 1967.
Po pádu komunismu v Maďarsku byly ekonomicky neudržitelné doly uzavřeny. Mecsek nyní slouží převážně jako rekreační oblast s mírnou lesnickou činností.

## Geologie
Svrchní vrstvy pohoří se skládají převážně z křídy. V oblasti se nachází krasové útvary, z nichž nejznámější je krasová jeskyně u obce Abaliget – Abaligetská jeskyně. Mezi další patří například jeskyně Trió, jeskyně Mészégető nebo jeskyně Gilisztás. Na území pohoří se nachází okolo tisíce závrtů, typických pro krasové oblasti.
V hlubších vrstvách se nachází až 800 m silné uhelné sloje vzniklé v období jury. Uhelné doly se nacházejí u měst Pécs a Komló, ale v posledních letech je těžba v nich utlumována. Dodnes jsou tam pozůstatky po povrchové těžbě patrné. V letech 1960 až 1990 se v oblasti těžila uranová ruda.

## Fauna a flóra
Vyšší polohy pohoří jsou pokryty souvislým listnatým lesem. Zvláštností jsou lesy jedlých kaštanů, které se v podobném rozsahu nalézají jen na málo místech světa. Místní flóru charakterizuje 20-30 endemických druhů. Dalších sto je v Maďarsku přísně chráněných. Pro jiné je Mecsek nejsevernějším místem, kde se vyskytují. Roste zde například krabilice zlatoplodá nebo Inula spiraeifolia, dále potom čemeřice vonná, vstavač opičí, banátská varianta pivoňky lékařské (která je tam přísně chráněná) apod. Lesy jsou většinou dubové a na severních svazích do jisté míry smíšené, vyskytuje se tam častěji bříza. Zhruba polovina lesů na Mecseku má původní skladbu.
Především jižní svahy jsou využívány pro pěstování vinné révy a ovocnářství.

## Turistika
Na území pohoří Mecsek jsou tři chráněné přírodní oblasti, které každý rok navštěvují tisíce lidí. Jedná se o Východní Mecsek (9 347 ha) a oblasti okolo hory Jakab-hegy (223 ha) a údolí Melegmány (720 ha). Mezi turisty nejvíce navštěvované oblasti patří údolí Kisújbánya s řadou turistických tras. U vesnice Püspökszentlászló se nachází botanická zahrada s řadou vzácných dřevin. Dále se tam nachází i biskupský zámeček. Slouží dnes jako muzeum. Navštěvován je rovněž vrchol Zengő, Jakab-hegy s ruinami původního středověkého kláštera a již zmíněná jeskyně Abaliget. Ve vesnici Zengővárkony se také nachází muzeum kraslic.
Na jižní straně Mecseku, ale i jinde, se nachází poměrně velký počet rozhleden s výhledem do okolí. Velmi hustá je také síť turistických tras, které protkávají celé pohoří.
Na jižním svahu Mecseku se nachází v rámci města Pécs zoologická zahrada.

## Doprava
Pohoří je dostupné po dálnici M6 a silnici č. 66. První uvedená se k pohoří jen přibližuje a druhá jím prochází v severo-jižním směru. V pohoří se nachází cca 35 km silnic, které jsou v převážné většině značeny jako nebezpečné.[zdroj?] Hustota dopravy na těchto silnicích je velmi nízká.
Mezi horské průsmyky v Mecseku patří např. Remete-rét.
Mecsekem prochází jen minimální množství železničních tratí. Jednou z nich je v západní části železniční trať Szentlőrinc–Dombóvár, vlakové spojení je také do města Komló.

## Přehled sídel v oblasti
Kromě měst a vesnic obklopující pohoří se nachází také několik menších vesnic přímo v samotném Mesceku.
- Abaliget
- Apátvarasd
- Bakonya
- Bános
- Berkesd
- Bodolyabér
- Bogád
- Budafa
- Cikó
- Császta
- Cserkút
- Egyházbér
- Ellend
- Erdősmecske
- Erzsébet
- Fazekasboda
- Feked
- Hidas
- Hird
- Hosszúhetény
- Husztót
- Jánosipuszta
- Kárász
- Kátoly
- Kékesd
- Kisbattyán
- Kisbodolya
- Kishajmás
- Kishertelend
- Kismányok
- Kisújbánya
- Kisvaszar
- Komló
- Kovácsszénája
- Kővágószőlős
- Kővágótöttös
- Kozármisleny
- Lovászhetény
- Magyaregregy
- Magyarhertelend
- Magyarszék
- Mánfa
- Martonfa
- Máza
- Mecsekfalu
- Mecsekjánosi
- Mecseknádasd
- Mecsekpölöske
- Mecsekrákos
- Mecsekszakál
- Mecsekszentkút
- Nagykozár
- Nagymányok
- Nagypall
- Óbánya
- Ófalu
- Orfű
- Oroszló
- Pécs
- Pécsvárad
- Pereked
- Pusztakisfalu
- Püspökszentlászló
- Romonya
- Szalatnak
- Szászvár
- Szatina
- Szellő
- Szilágy
- Tekeres
- Váralja
- Vékény
- Zengővárkony
- Zobákpuszta
- Barátúr